# Simandre-sur-Suran
Simandre-sur-Suran ist eine französische Gemeinde im Département Ain in der Region Auvergne-Rhône-Alpes. Sie gehört zum Kanton Saint-Étienne-du-Bois im Arrondissement Bourg-en-Bresse.

## Lage
Die Gemeinde Simandre-sur-Suran liegt am Suran im Revermont, 16 Kilometer östlich von Bourg-en-Bresse. Sie grenzt im Norden an Chavannes-sur-Suran, im Nordosten an Corveissiat, im Südosten an Grand-Corent, im Süden an Villereversure, im Südwesten an Drom und im Nordwesten an Treffort-Cuisiat.

## Bevölkerungsentwicklung
| Jahr                       | 1962 | 1968 | 1975 | 1982 | 1990 | 1999 | 2006 | 2013 | 2021 |
| -------------------------- | ---- | ---- | ---- | ---- | ---- | ---- | ---- | ---- | ---- |
| Einwohner                  | 489  | 445  | 402  | 500  | 574  | 638  | 652  | 694  | 656  |
| Quellen: Cassini und INSEE |      |      |      |      |      |      |      |      |      |

## Sehenswürdigkeiten
- Menhir Pierrefiche, Monument historique
- Kartause Sélignac
- Kirche Saint-Antoine

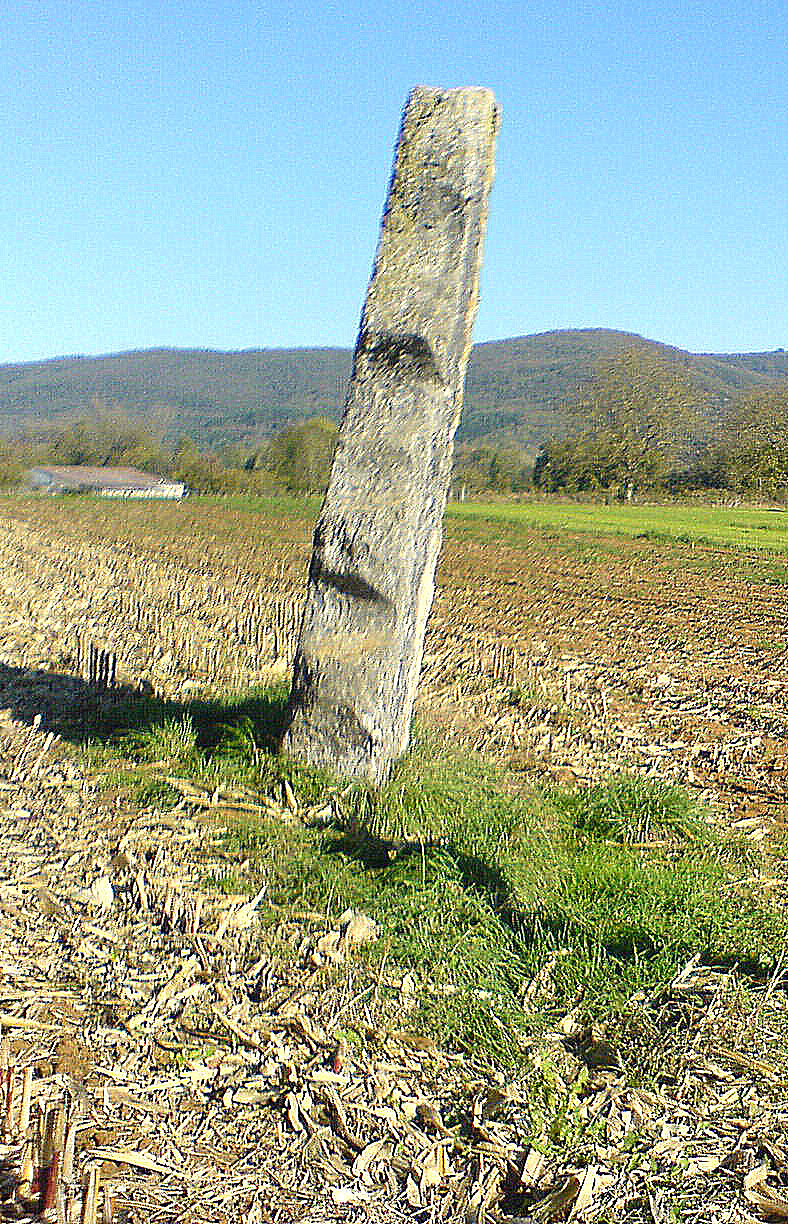
Menhir Pierrefiche
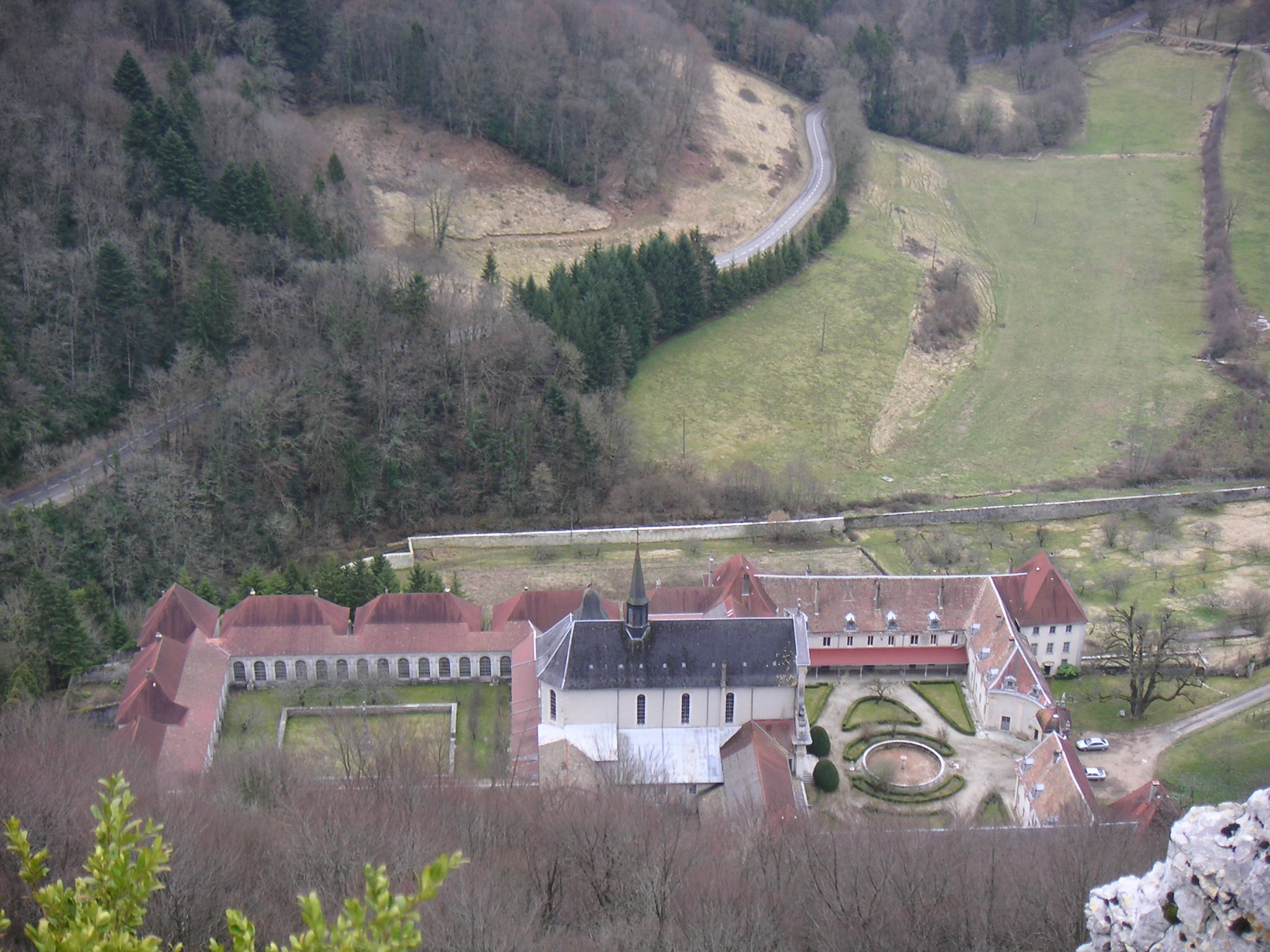
Kartause Sélignac
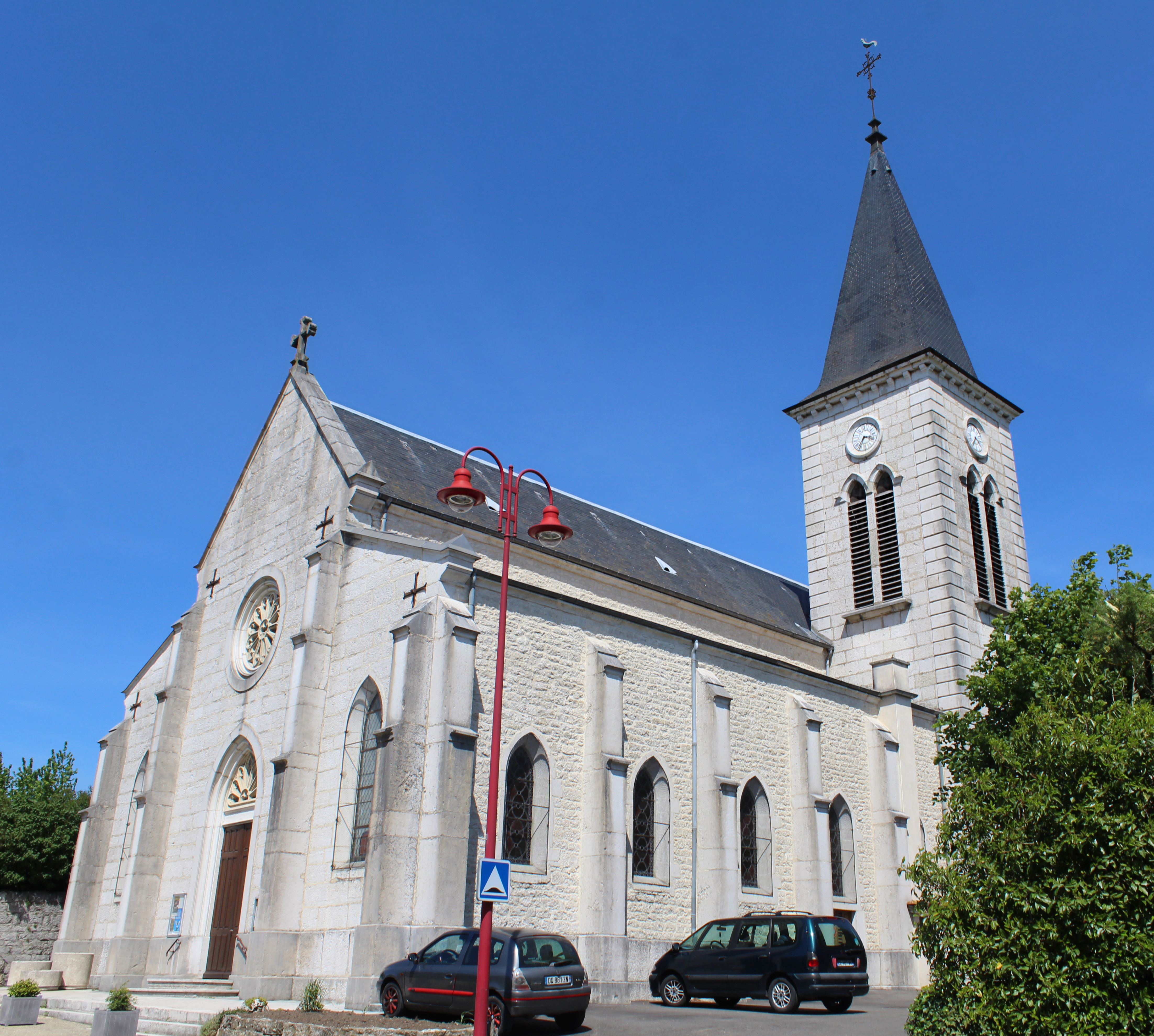
Kirche Saint-Antoine
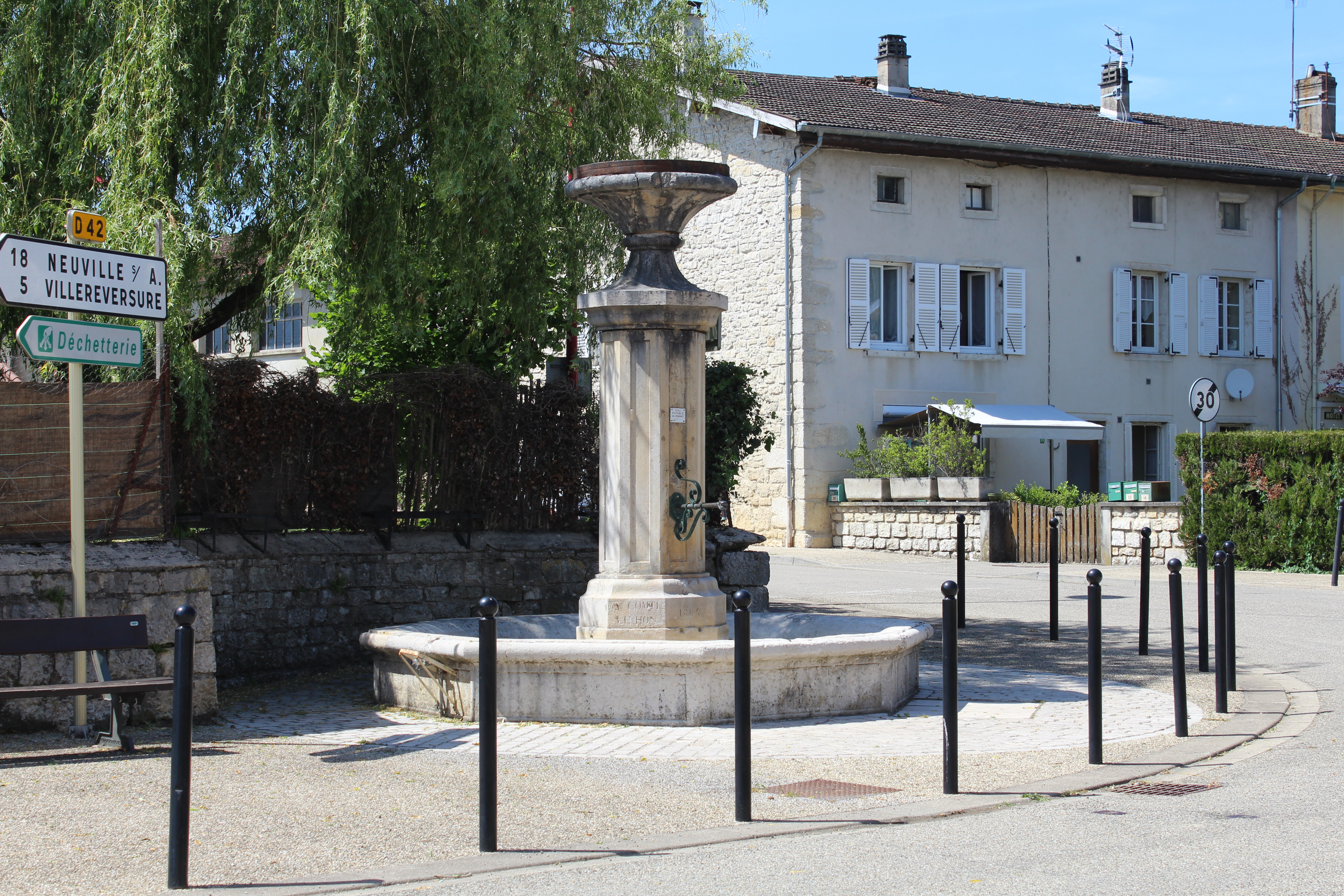
Springbrunnen
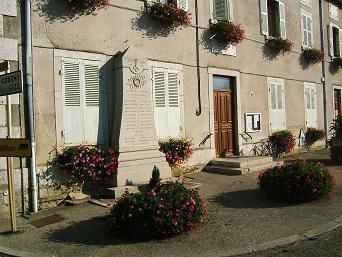
Gefallenendenkmal
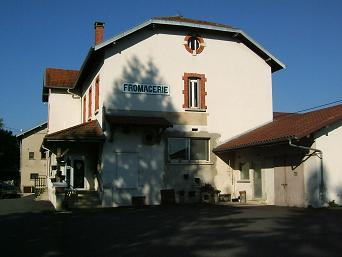
Käserei
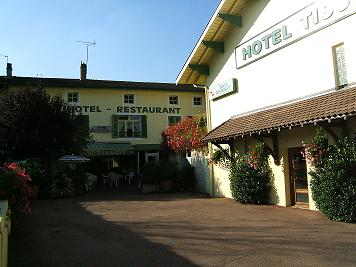
Hotel-Restaurant Tissot